# La Ceibita
La Ceibita är en ort i Mexiko.   Den ligger i kommunen Chapulhuacán och delstaten Hidalgo, i den sydöstra delen av landet, 190 km norr om huvudstaden Mexico City. La Ceibita ligger 532 meter över havet och antalet invånare är 108.
Terrängen runt La Ceibita är bergig söderut, men norrut är den kuperad. Runt La Ceibita är det ganska tätbefolkat, med 60 invånare per kvadratkilometer. Närmaste större samhälle är Tamazunchale, 19,2 km nordost om La Ceibita. I omgivningarna runt La Ceibita växer i huvudsak städsegrön lövskog.